# Rajd Rzeszowski 2017
26 Rajd Rzeszowski  – 26. edycja Rajdu Rzeszowskiego. Był to rajd samochodowy rozgrywany od 3 do 5 sierpnia 2017 roku. Bazą rajdu było miasto Rzeszów. Była to trzecia runda Rajdowych Samochodowych Mistrzostw Polski w roku 2017, i zarazem piątą rundą Rajdowych Mistrzostw Europy w roku 2017. Organizatorem rajdu był Automobilklub Rzeszowski. Zwycięzcą rajdu po raz piąty został Francuz Bryan Bouffier.

## Zwycięzcy odcinków specjalnych
| Dzień      | Numer odcinka | Nazwa odcinka | Długość  | Zwycięzca odcinka                    | Nr Sam. | Samochód        | Czas    | Śr. pr. | Lider rajdu                          |
| ---------- | ------------- | ------------- | -------- | ------------------------------------ | ------- | --------------- | ------- | ------- | ------------------------------------ |
| 4 sierpnia | OS1           | Grudna 1      | 23.83 km | Aleksiej Łukjaniuk Aleksiej Arnałtow | 5       | Ford Fiesta R5  | 12:10.3 | 117.5   | Aleksiej Łukjaniuk Aleksiej Arnałtow |
| 4 sierpnia | OS2           | Pstrągowa 1   | 24.56 km | Mads Østberg Patrik Barth            | 3       | Ford Fiesta R5  | 13:08.9 | 112.1   | Mads Østberg Patrik Barth            |
| 4 sierpnia | OS3           | Grudna 2      | 23.83 km | Aleksiej Łukjaniuk Aleksiej Arnałtow | 5       | Ford Fiesta R5  | 12:04.6 | 118.4   | Mads Østberg Patrik Barth            |
| 4 sierpnia | OS4           | Pstrągowa 2   | 24.56 km | Bryan Bouffier Xavier Panseri        | 4       | Ford Fiesta R5  | 12:59.7 | 113.4   | Bryan Bouffier Xavier Panseri        |
| 4 sierpnia | OS5           | Rzeszów       | 4.05 km  | Bryan Bouffier Xavier Panseri        | 4       | Ford Fiesta R5  | 3:22.9  | 71.9    | Bryan Bouffier Xavier Panseri        |
| 5 sierpnia | OS6           | Lubenia 1     | 22.55 km | Bryan Bouffier Xavier Panseri        | 4       | Ford Fiesta R5  | 12:50.5 | 105.4   | Bryan Bouffier Xavier Panseri        |
| 5 sierpnia | OS7           | Korczyna 1    | 16.05 km | José Antonio Suárez Cándido Carrera  | 15      | Peugeot 208 T16 | 9:01.2  | 106.8   | Bryan Bouffier Xavier Panseri        |
| 5 sierpnia | OS8           | Wysoka 1      | 18.30 km | Bryan Bouffier Xavier Panseri        | 4       | Ford Fiesta R5  | 10:06.2 | 108.7   | Bryan Bouffier Xavier Panseri        |
| 5 sierpnia | OS9           | Lubenia 2     | 22.55 km | Bryan Bouffier Xavier Panseri        | 4       | Ford Fiesta R5  | 12:47.7 | 105.7   | Bryan Bouffier Xavier Panseri        |
| 5 sierpnia | OS10          | Korczyna 2    | 16.05 km | Bryan Bouffier Xavier Panseri        | 4       | Ford Fiesta R5  | 9:04.6  | 106.1   | Bryan Bouffier Xavier Panseri        |
| 5 sierpnia | OS11          | Wysoka 2      | 18.30 km | Kajetan Kajetanowicz Jarosław Baran  | 2       | Ford Fiesta R5  | 10:04.3 | 109.0   | Bryan Bouffier Xavier Panseri        |

### Power Stage - OS11
| Miejsce | Kierowca             | Pilot              | Czas      | Strata  | Punkty RSMP |
| ------- | -------------------- | ------------------ | --------- | ------- | ----------- |
| 1       | Kajetan Kajetanowicz | Jarosław Baran     | 10:04.3   | -       | 3           |
| 2       | Sylvain Michel       | Jérôme Degout      | 10:08.8   | +4.5    | -           |
| 3       | Bryan Bouffier       | Xavier Panseri     | 10:09.6   | +5.3    | 2           |
| 4       | Grzegorz Grzyb       | Bogusław Browiński | 1:59:20.6 | +1:08.0 | 1           |

## Wyniki końcowe rajdu
| Miejsce    | Kierowca             | Pilot              | Samochód          | Czas       | Strata     | Grupa Klasa | Punkty ERC | Punkty RSMP |
| ---------- | -------------------- | ------------------ | ----------------- | ---------- | ---------- | ----------- | ---------- | ----------- |
| 1          | Bryan Bouffier       | Xavier Panseri     | Ford Fiesta R5    | 1:58:12.6  | -          | RC2 2       | 25+14      | 25+2        |
| 2          | Kajetan Kajetanowicz | Jarosław Baran     | Ford Fiesta R5    | 1:58:51.1  | +38.5      | RC2 2       | 18+12      | 18+3        |
| 3          | Marijan Griebel      | Stefan Kopczyk     | Škoda Fabia R5    | 1:59:08.2  | +55.6      | RC2 2       | 15+8       | -           |
| 4          | Grzegorz Grzyb       | Bogusław Browiński | Škoda Fabia R5    | 1:59:20.6  | +1:08.0    | RC2 2       | 12+7       | 15+1        |
| 5          | Sylvain Michel       | Jérôme Degout      | Škoda Fabia R5    | 1:59:57.7  | +1:45.1    | RC2         | 10+5       | -           |
| 6          | José Antonio Suárez  | Cándido Carrera    | Peugeot 208 T16   | 2:00:36.6  | +2:24.0    | RC2         | 8+3        | -           |
| 7          | Łukasz Habaj         | Piotr Woś          | Ford Fiesta R5    | 2:01:26.7  | +3:14.1    | RC2 2       | 6+1        | 12          |
| 8          | Josh Moffett         | James Fulton       | Ford Fiesta R5    | 2:01:50.6  | +3:38.0    | RC2         | 4          | -           |
| 9          | Bruno Magalhães      | Hugo Magalhães     | Škoda Fabia R5    | 2:02:51.4  | +4:38.8    | RC2         | 2          | -           |
| 10         | Tomasz Kasperczyk    | Damian Syty        | Ford Fiesta R5    | 2:02:55.5  | +4:42.9    | RC2 2       | 1          | 10          |
| 11         | Filip Nivette        | Kamil Heller       | Škoda Fabia R5    | 2:03:12.0  | +4:59.4    | RC2 2       |            | 8           |
| ·········· | ··········           | ··········         | ··········        | ·········· | ·········· | ··········  | ·········· | ··········  |
| 17         | Marcin Gagacki       | Paweł Drahan       | Škoda Fabia R5    | 2:07:34.7  | +9:22.1    | 2           | -          | 6           |
| 19         | Jan Chmielewski      | Michał Majewski    | BMW Compact F2000 | 2:08:33.7  | +10:21.1   | Open 2WD    | -          | 4           |
| 21         | Aleksander Zawada    | Grzegorz Dachowski | Opel Adam R2      | 2:10:10.7  | +11:58.1   | RC4 4       | -          | 2           |
| 23         | Tomasz Gryc          | Michał Kuśnierz    | Peugeot 208 R2    | 2:12:51.3  | +14:38.7   | 4           | -          | 1           |